# Hypena aestiva
Hypena aestiva là một loài bướm đêm trong họ Erebidae.